# Nekrotisches Ringflecken-Virus
Das Nekrotische Ringflecken-Virus (offiziell Prunus necrotic ringspot virus, PNRSV) ist eine Spezies (Art) von Pflanzenviren aus der Familie Bromoviridae. Es infiziert unter anderem Kirschbäume, (Süß- und Sauerkirsche, Prunus avium respektive P. cerasus) sowie Pflaume (P. domestica) und Pfirsich (P. persica). Bei Kirschbäumen führt eine Infektion mit PNRSV zu geringeren Erträgen und wenn es gemeinsam mit dem Kirschenblattrollvirus (en. Cherry leaf roll virus, CLRV) vorkommt zu einem raschen Absterben des Baumes. Es gibt verschiedene Stämme dieser Virenspezies (A, E, G).

## Wirte und Verbreitung
Die Infektion von Sauerkirschen mit PNRSV kann bei der Pfropfung, durch Samen, Pollen, Wurzelkontakt und den Nematoden Longidorus macrosoma erfolgen. Bei europäischen Sauerkirschen ist die durch das Virus verursachte Krankheit als „Stecklenberger Krankheit“ bekannt. Die Krankheit zeigt sich darin, dass die Blüten- und Blattknospen an einzelnen Trieben oder Teilen von Ästen beim Aufbrechen verbraunen und vertrocknen. Die betroffenen Triebe und Astteile sterben daraufhin häufig ab. Ältere Blätter weisen hellgrüne und braune Ringe sowie unregelmäßige, nekrotische Flecke auf, die sich herauslösen, der sogenannte Schrotschusseffekt. In einer Erholungsphase von der Krankheit treten auf Blattunterseite blattähnliche Enationen auf.
Eine Bekämpfung der Krankheit ist nicht möglich, daher sollten befallene Bäume entfernt werden.